# Suíça nos Jogos Olímpicos de Inverno de 1956
A Suíça competiu nos Jogos Olímpicos de Inverno de 1956, realizados em Cortina d'Ampezzo, Itália.